# Susto repentino

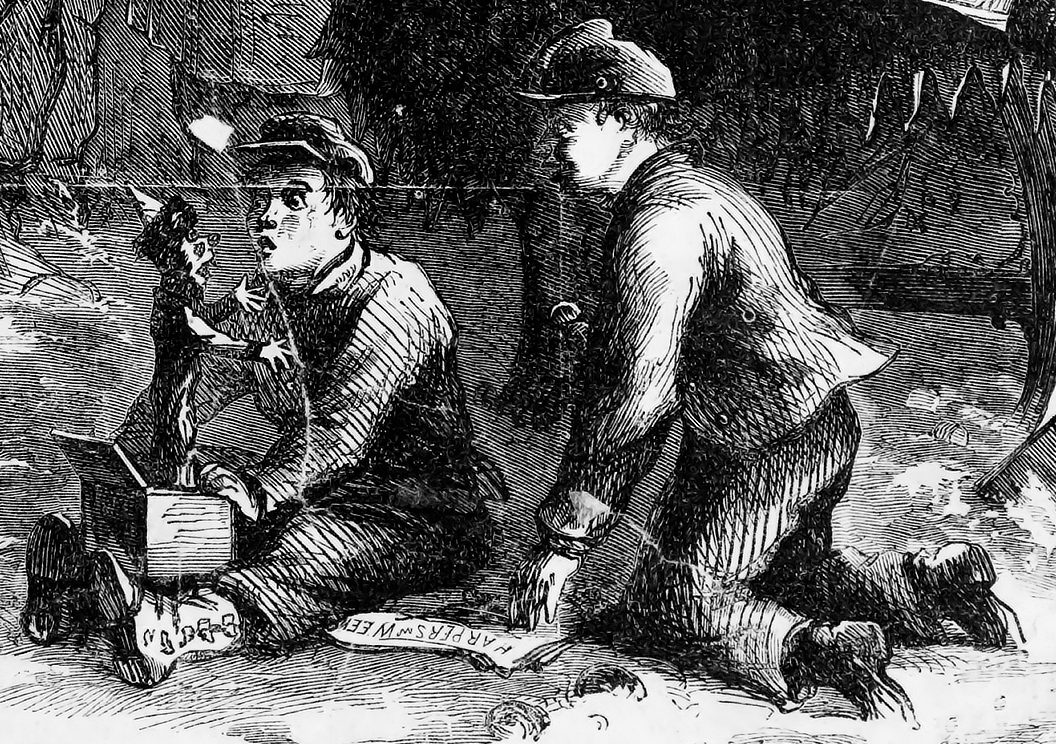
Principio básico de un susto en su forma inicial como caja sorpresa. Ilustración de la revista Harper's Weekly de 1863.

El término susto repentino (en inglés: jump scare) hace referencia a un recurso que se utiliza muy a menudo en películas de terror y en videojuegos de terror con la intención de asustar al espectador por medio de un cambio visual repentino en la escena actual, generalmente acompañada de un ruido espeluznante. Los sustos repentinos se han definido históricamente como «la herramienta más básica para construir películas de terror» y pueden sorprender al espectador en algún punto de la película donde la banda sonora sugiere tranquilidad y sin expectativa de alarmarse por lo que suceda, o por el contrario, formar parte de un resultado final tras un largo periodo de suspenso.
Muchos críticos han definido a los sustos repentino como una manera mediocre de provocar miedo en el espectador, y que el género de terror ha sufrido numerosos fracasos comerciales en los últimos años debido una excesiva dependencia de ello, lo cual terminó convirtiéndolo en un cliché de las películas de terror modernas.

## En películas

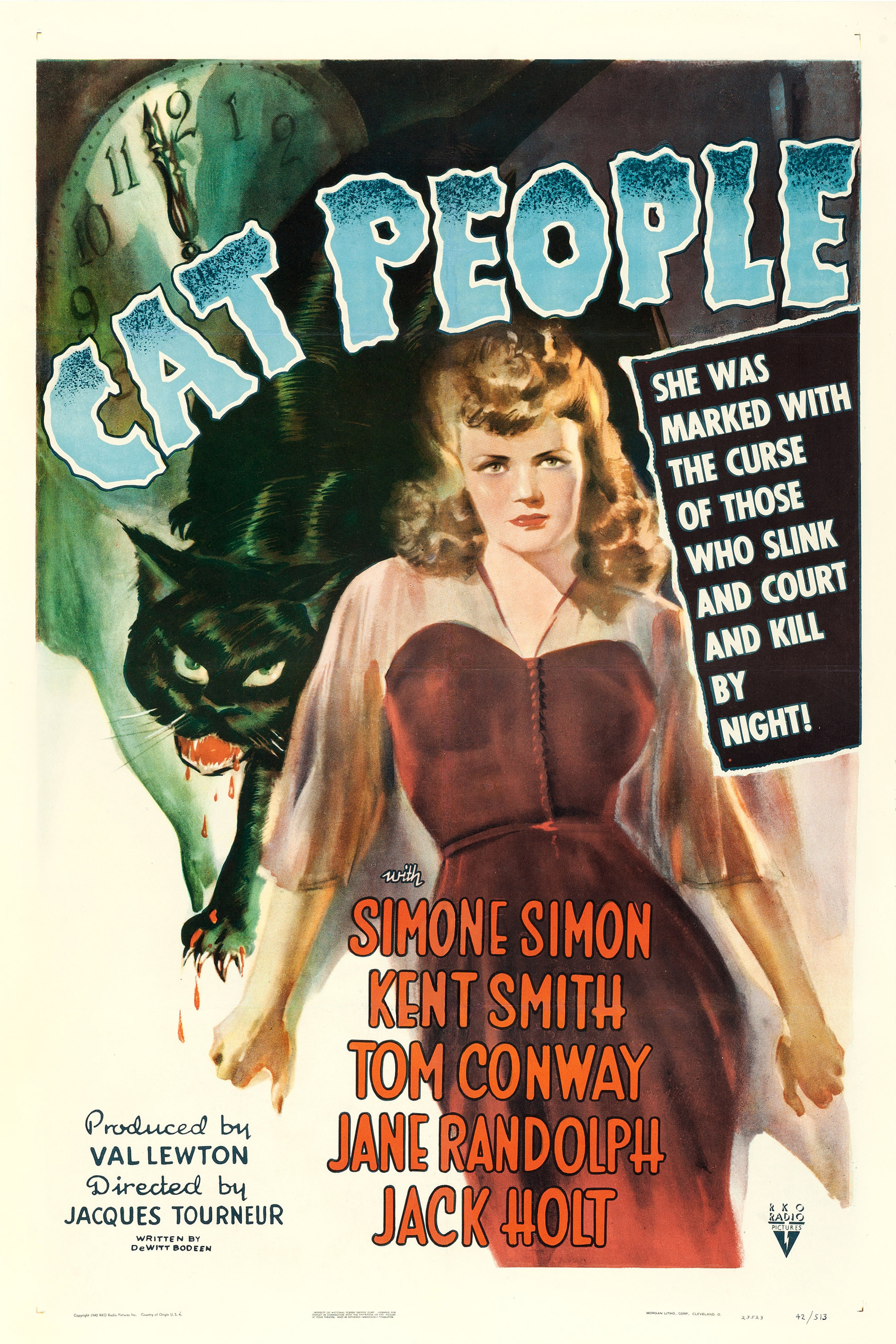
La escena súbita del autobús frenando hacia la protagonista en Cat People, se consideró el primer susto repentino en la industria del cine.

Los orígenes se remontan en la película Citizen Kane (1941), aunque no pretendía dar miedo, incluía una transición abrupta de escena de una cacatúa chillando. Según el director Orson Welles, esto tenía como objetivo asustar a los espectadores que podrían haber comenzado a quedarse dormidos hacia el final de la película.
El primer susto repentino conocido fue en la película Cat People, de 1942, en la que aparece súbitamente un autobús frenando luego de que la protagonista sospechara que la están siguiendo.
Durante la década de 1970, los sustos repentinos eran un fenómeno relativamente raro en las películas de terror; sin embargo, se volvieron cada vez más comunes en la década de 1980 a medida que el subgénero slasher ganaba popularidad.
Carrie, de 1976, tiene uno de los primeros sustos repentinos modernos en la escena final de la película, la cual es considerada como una fuente de inspiración. En la película de 1980 Friday the 13th, se utilizó un susto repentino para sugerir que Jason Voorhees (el antagonista, que aparentemente había muerto) había sobrevivido.
La película de 1979 When a Stranger Calls utiliza una forma de susto repentino para revelar en forma repentina, tanto para el protagonista como para el espectador, la ubicación del antagonista. El guionista William Cheng describió esto como una «desaparición repentina de los muros protectores que rodean al protagonista de la película», lo que a su vez le da al espectador una sensación de que el intruso también está más cerca de ellos.
La película de 1980 El resplandor es conocida por sus sustos repentinos "fuera de lugar", mediante los cuales el director Stanley Kubrick parece subvertir las convenciones de terror con sucesos aparentemente banales que coinciden con un dramático choque de cimbales precedido por una tensa preparación orquestal. Tales casos incluyen la aparición de una tarjeta de título que anuncia "Martes" o cuando Jack Torrance, el principal antagonista de la película, saca una hoja de papel de una máquina de escribir.
El susto repentino de la película de 1990 El exorcista III es considerado por los fanáticos del terror como el más famoso y temible en la historia del cine. En la escena, una enfermera entra en la habitación de un hospital. Tan pronto como sale de la habitación, la cámara se acerca rápidamente, y una figura vestida de blanco con grandes tijeras sale repentinamente a punto de matarla, junto con una fuerte música aterradora.
En la película de 2009, Arrástrame al infierno, se pueden apreciar varios sustos repentinos. Así lo quiso el director Sam Raimi, diciendo que quería crear una película de terror a base de «grandes sustos y con la esperanza de hacer saltar al público».

## En videojuegos
Rescue on Fractalus! posiblemente sea el primer videojuego en utilizar un susto repentino. La perspectiva es en primera persona y el objetivo es localizar y recoger a otros pilotos derribados. Algunos de los pilotos son extraterrestres disfrazados, que de repente saltan a la vista, rugiendo e intentando estrellarse contra la cabina del piloto.
Resident Evil es citado como el primer videojuego moderno que utiliza los sustos repentinos. El jugador camina por un pasillo con ventanas y los perros zombis saltan repentinamente a través de ellas; en ese punto la música alcanza mayor volumen e intensidad. Un evento similar ocurre si el jugador intenta salir de la mansión, pero en la forma de una escena en video.
El videojuego Daylight se describió como «un vehículo para los sustos repentinos», y aunque los críticos elogiaron el uso exitoso de estos, se agregó también que no era suficiente para asustar a los jugadores a largo plazo.
La franquicia de videojuegos Five Nights at Freddy's fue descrita como «perfecta para el streaming», en parte debido a su uso del susto repentino durante todo el juego.

## En publicidades
En el 2004, la empresa alemana de bebidas energizantes cafeinadas K-Fee sacó al aire publicidades en las que se mostraban ambientes pacíficos, como un auto atravesando la ruta o dos amantes corriendo juntos en la playa. La escena era abruptamente interrumpida por un zombi o una gárgola que pretendía asustar al espectador. Al final de la publicidad, aparecía el eslogan «So wach warst du noch nie», frase alemana que significa: «nunca habías estado tan despierto», simulando el efecto que la bebida energizante puede tener en los consumidores.
K-fee también lanzó cuatro comerciales de radio con audios placenteros, como un programa de relajación y un cuento de Navidad, también interrumpidos por el mismo sonido de los spots televisivos. Para expandir su mercado al Reino Unido, los comerciales tanto de televisión como de radio se tradujeron al inglés, y junto con sus versiones en alemán, se volvieron los comerciales más terroríficos en la historia. Estos comerciales recibieron tantas quejas de los televidentes alemanes que eventualmente tuvieron que ser retirados de la televisión.

## En internet

Ejemplo de un screamer.

El término screamer se ha vuelto popular como broma de internet en la cual un video o un juego en flash cambia súbitamente para provocar un susto repentino al usuario. A principios de los años 2000, se compartían masivamente por medio de cadenas de mensajes por correo electrónico; pero a medida que internet fue creciendo, los screamer se han diversificado cada vez más entre sus usuarios y fundamentalmente con la popularidad de sitios como YouTube, Facebook y WhatsApp. 